# Pulkovo-Airlines-Flug 9560
Auf dem Pulkovo-Airlines-Flug 9560 (Flugnummer IATA: FV9560, ICAO: PLK9560, Funkrufzeichen: Pulkovo 9560) verunglückte am 28. Juli 2002 eine Iljuschin Il-86 der Pulkovo Airlines kurz nach dem Start vom Flughafen Moskau-Scheremetjewo. Bei dem Unfall kamen 14 von 16 Personen an Bord der Maschine ums Leben.

## Flugzeug

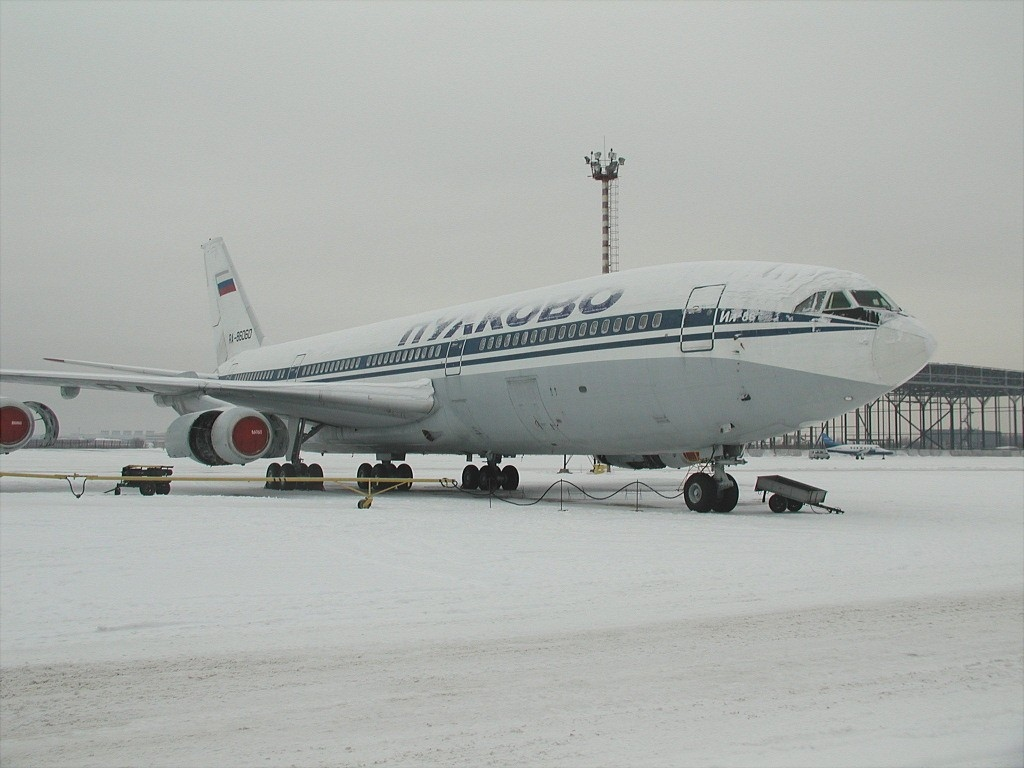
Die betroffene Maschine im Dezember 2001

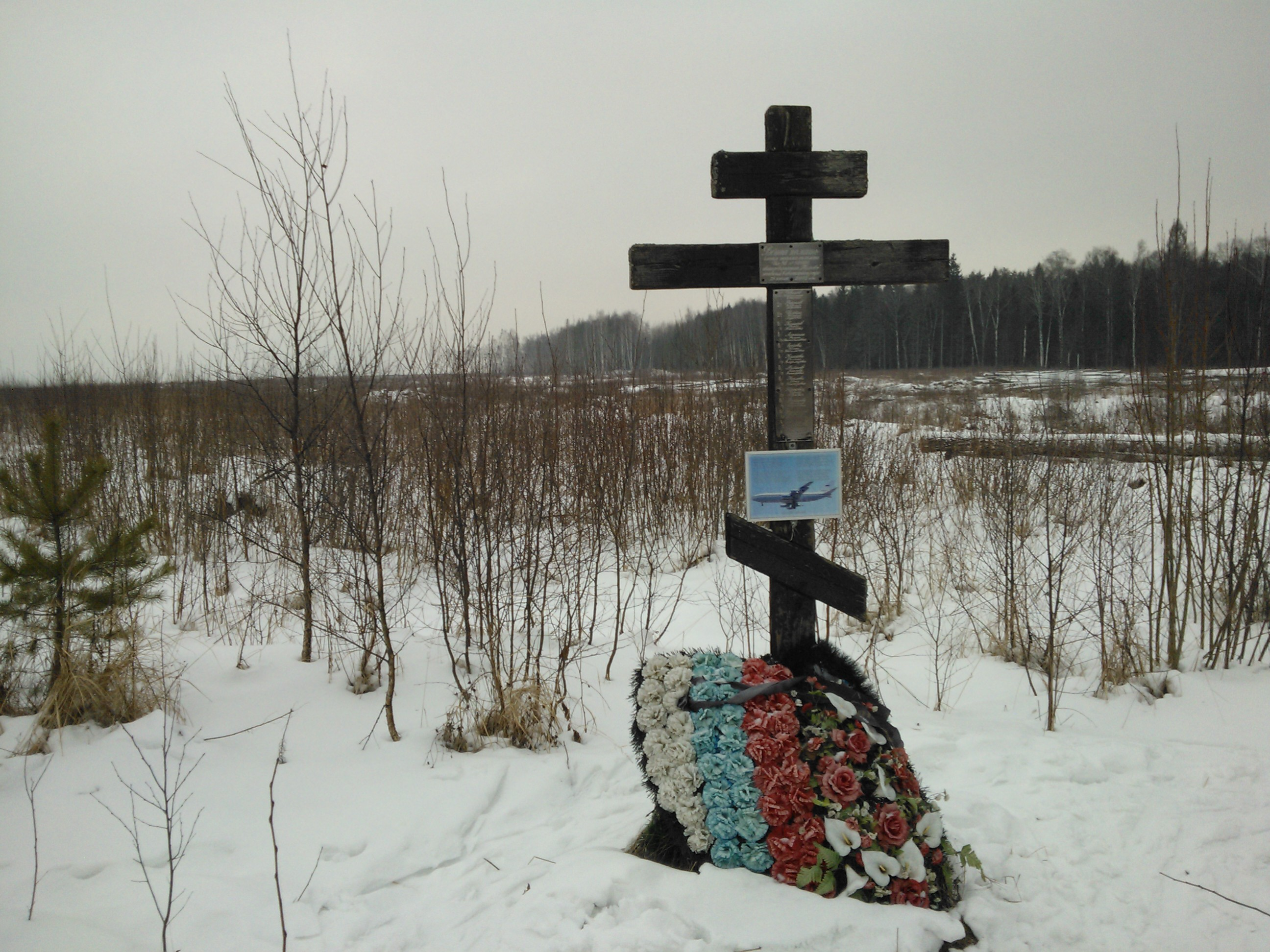
Gedenkstätte am Absturzort

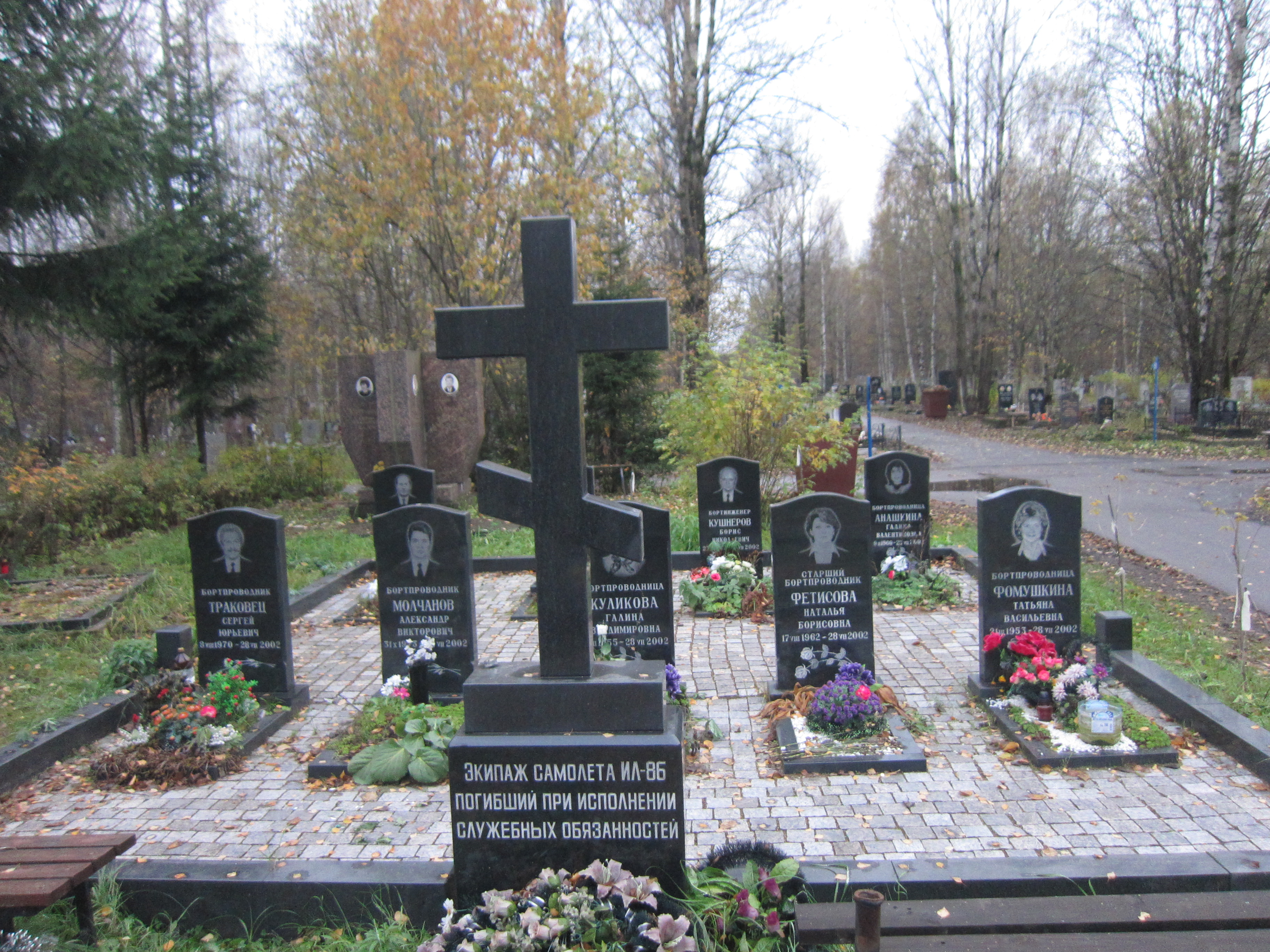
Gräber von neun der zwölf getöteten Besatzungsmitglieder in St. Petersburg

Bei dem auf dem Flug eingesetzten Flugzeug handelte es sich um eine 21 Jahre alte Iljuschin Il-86 aus sowjetischer Produktion, die ihren Erstflug im Jahr 1981 absolviert hatte. Die Maschine trug die Werksnummer 51483203027 und die Modellseriennummer 027. Der Roll-Out der Maschine bei dem Flugzeugwerk Woronesch (WASO) erfolgte am 29. Oktober 1983, die Maschine wurde am 23. November 1983 an die Aeroflot ausgeliefert. Die Iljuschin trug bei ihrer Inbetriebnahme das sowjetische Luftfahrzeugkennzeichen CCCP-86060. Im Jahr 1992 übernahm die Pulkovo Airlines die Maschine und ließ sie mit dem neuen, russischen Luftfahrzeugkennzeichen RA-86060 zu. Das vierstrahlige Langstrecken-Großraumflugzeug war mit vier Turbofan-Triebwerken des Typs Kusnezow NK-86 ausgestattet. Bis zum Zeitpunkt des Unfalls hatte die Maschine eine Gesamtbetriebsleistung von 18.363 Betriebsstunden absolviert.

## Insassen
Es befand sich eine 16-köpfige Besatzung an Bord. Da es sich um einen Positionierungsflug handelte, flogen keinerlei Passagiere mit.
- Flugkapitän war der 51-jährige Konstantin Iwanowitsch Iwanow. Er verfügte über 13.000 Stunden Flugerfahrung, darunter 5900 Stunden mit der Iljuschin Il-86. Von diesen war er wiederum 4000 Stunden in der Funktion des Flugkapitäns geflogen.
- Erster Offizier war der 52-jährige Wladimir Andreevich Voronov. Seine 11.300 Stunden Flugerfahrung beinhalteten mehr als 2200 Stunden mit der Iljuschin Il-86.
- Bordnavigator war der 51-jährige Walerij Andrejewitsch Schtscherbina. Er verfügte über 13.000 Stunden Flugerfahrung, darunter 7100 Stunden im Cockpit der Iljuschin Il-86.
- Bordingenieur war der 60-jährige Boris Nikolajewitsch Kuschnerow. Er verfügte über 14.000 Stunden Flugerfahrung, von denen er mehr als 6000 Stunden mit der Iljuschin Il-86 absolviert hatte.

- Purserin war die 40-jährige Natalija Borisowna Fetisowa

- Flugbegleiterinnen und Flugbegleiter waren die 49-jährige Tatjana Wasiljewna Fomuschkina, die 42-jährige Galina Walentinowna Anaschkina, der 31-jährige Sergej Jurewitsch Trakowez, der 28-jährige Aleksandr Wiktorowitsch Moltschanow, die 47-jährige Galina Wladimirowna Kulikowa, Galina Wasiljewna Egorowa, Olga Wiktorowna Naumowa, die 41-jährige Tatjana Mojsejewa, und die 34-jährige Arina Winogradowa.

Zu der Besatzung gehörten ferner auch Aleksandr Pawlowitsch Timofejew und Nikolai Wladimirowitsch Ljukonen, es handelte sich bei ihnen um Ingenieure des Luftfahrttechnikdienstes, die unterwegs waren, um die betriebliche Wartung an Transitflughäfen durchzuführen.

## Flugplan
Die Maschine befand sich auf dem Flughafen Moskau-Scheremetjewo, nachdem sie zuvor im Charterflugbetrieb zwischen Moskau und Sotschi eingesetzt worden war. An diesem Tag sollte mit der Maschine zuletzt ein Positionierungsflug zum Heimatflughafen Pulkowo bei St. Petersburg durchgeführt werden. Das Startgewicht des Flugzeugs betrug 150 Tonnen, also etwa 66 Tonnen unter dem höchstzulässigen Startgewicht.

## Unfallhergang
Nach einem erfolgreichen Startlauf hob die Maschine bei einer Geschwindigkeit von 350 km/h ab und begann zunächst normal zu steigen. Zwei Sekunden nach dem Start bewegte sich die Höhenflosse plötzlich bis zum Anschlag auf die Stellung „unten“. Den Piloten verblieb keine Zeit, auf diese Anomalie zu reagieren und auf die Notsteuerung der Höhenflossentrimmung zuzugreifen. Die Maschine rollte nach links, erlitt einen Strömungsabriss und fiel aus einer Höhe von 200 Metern zu Boden. Die Maschine ging nach dem Aufprall in Flammen auf.

## Opfer
Bei dem Unfall wurden 14 der 16 Besatzungsmitglieder, darunter alle vier Mitglieder der Cockpitbesatzung, beide Ingenieure sowie acht der zehn Flugbegleiter getötet. Lediglich die Flugbegleiterinnen Tatjana Mojsejewa und Arina Winogradowa überlebten.

## Unfalluntersuchung
Die Untersuchung ergab zunächst, dass der Flug entlang der Route Pulkowo–Scheremetjewo–Sotschi–Scheremetjewo ohne besondere Vorkommnisse verlaufen war. Nachdem die Passagiere aus Sotschi auf dem Flughafen Scheremetjewo ausgestiegen waren, begann die Besatzung vor dem Flug mit der Vorbereitung der Maschine für den Positionierungsflug zum Basisflughafen Pulkowo. Es befand sich keine Fracht an Bord. Die Flugvorbereitung wurde von der Besatzung vollständig durchgeführt, die anschließende Wartung wurde gemäß den Anforderungen des Wartungsplans für Maschinen des Typs Il-86 durchgeführt. Vor dem Flug führte die Besatzung eine Funktionskontrolle aller Komponenten vorschriftsmäßig durch. Bei diesem Test waren die Ruder allesamt funktionsfähig. Vor dem Start wurde die Höhenflosse auf −3,5 Grad eingestellt, was den vorgegebenen Prozeduren widersprach. Für den Start wäre eine Einstellung zwischen −1,5 Grad und +1,8 Grad vorgeschrieben gewesen.
Bei der Ermittlung der Ursachen für die abnorme Einstellung der Höhenflosse wurde festgestellt, dass Piloten der Fluggesellschaft regelmäßig diese Einstellung wählten, da sie eine maximale Effizienz beim Anfangssteigflug erreichen wollten. Diese Praxis resultierte aus der Fehlannahme, dass bei einer Einstellung der Höhenflosse auf −3,5 Grad der optimale Steigwinkel erreicht werde.
Die Untersuchungskommission konnte nicht feststellen, was dazu geführt hatte, dass die Höhenflosse sich nach dem Start in die Endposition verstellte. Es wurde davon ausgegangen, dass dies durch einen Pilotenfehler verursacht wurde.
Eine Untersuchung von 2.000 durchgeführten Flügen der Unfallmaschine ergab zahlreiche Verstöße gegen Vorschriften zur Betriebssicherheit. Die meisten Verstöße betrafen die Einstellung der Höhenflosse.

## Gedenken
Neun der Absturzopfer wurden in einem Gemeinschaftsgrab in St. Petersburg bestattet. Am Absturzort wurde außerdem eine Gedenkstätte mit den Namen der Opfer eingerichtet.